# USS Fulton (SP-247)
USS Fulton (SP-247), později jen USS SP-247, byl hlídkový člun amerického námořnictva, který sloužil v letech 1917 až 1919.
Byl postaven jako civilní plavidlo se stejným jménem v roce 1909 společností Staten Island Shipbuilding Company v Port Richmondu v New Yorku. Americké námořnictvo jej získalo 30. dubna 1917 jako hlídkovou loď pro službu v první světové válce. Dne 11. dubna 1918 byl přejmenován na USS SP-247. Po válce byl Fulton 12. srpna 1919 vrácen svému majiteli.